# 조세핀 던

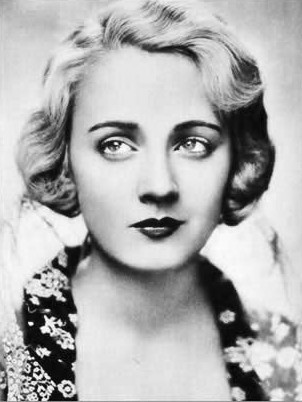

조세핀 던(Josephine Dunn, 1906년 5월 1일 ~ 1983년 2월 3일)은 미국의 배우, 영화배우이다.
뉴욕에서 태어났으며 사우전드오크스에서 사망하였다.

## 영화
- 빅 시티 블루스 (1932년) - 잭키 드보 역
- 온 아워 위드 유 (1932년)
- 레드 핫 리듬 (1929년)
- 싱잉 풀 (1928년)